# 폴 매카트니 사망설

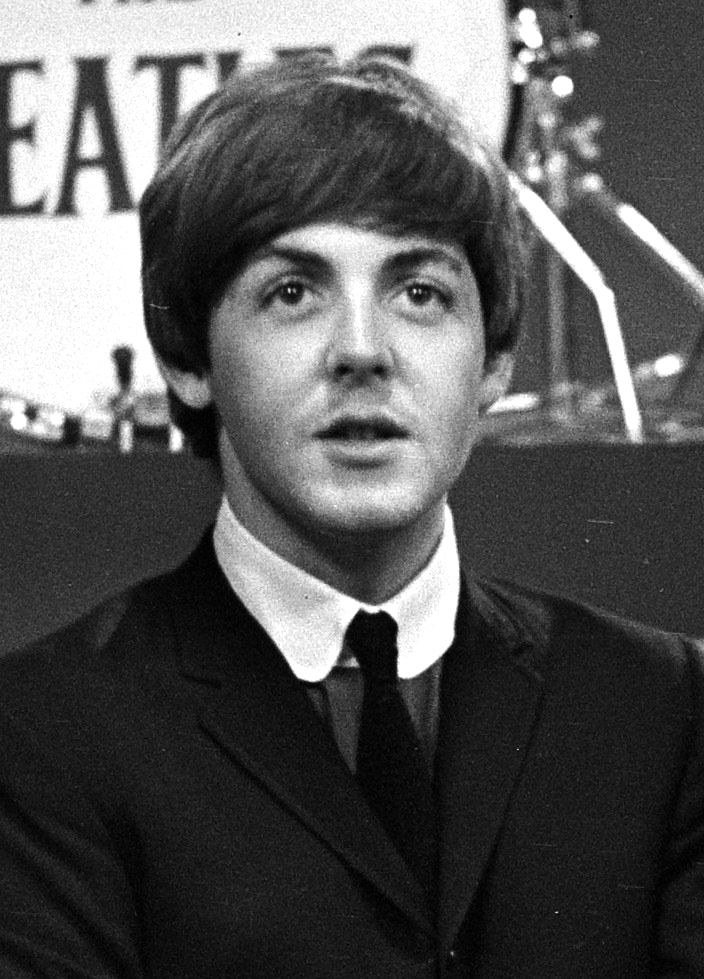
1964년 당시의 폴 매카트니.

폴 매카트니 사망설("Paul is dead")은 비틀즈의 단원 폴 매카트니에 대한 음모론이다. 요는 폴 매카트니가 실지로는 1966년 11월 9일에 사망했으며, 다만 비밀리에 그 닮은꼴로 대체되었다는 것이다.
이 음모론 자체는 1967년 탄생했지만, 그것이 세를 불리게 된 것은 1969년 말 미국의 대학 캠퍼스에서부터였다. 사망설을 믿은 사람들은 비틀즈의 곡이나 앨범에서 이를 뒷받침하는 단서를 찾으려고 했고, 이러한 단서찾기는 곧 세계적으로 크게 인기를 모았다.
이 음모론에 따르면 즉 진짜 폴 매카트니는 차를 몰다 그만 죽었으며, 대중이 이를 알고 슬퍼할 것을 염려한 비틀즈는 폴 매카트니 닮은꼴 대회에서 우승한 자를 데려와 그인 척을 할 것을 종용했다. 이 인물은 "윌리엄 캠프벨"이든지 "빌리 시어즈"라는 것. 그러나 이후 비틀즈는 이러한 기만행위에 염증을 느껴, 자기네의 곡이나 앨범을 통해 진실을 전하려는 뜻으로 메시지를 넣었다. 1968년 곡 〈Glass Onion〉에서 레논이 부른 "자 여기 한 가지 단서를 줄게 ... 월러스는 폴"이라는 가사나, 앨범 《Abbey Road》의 재킷에서, 나머지 단원들과는 외따로 맨발에 다른 걸음걸이를 하고 있는 매카트니의 모습이 그것이라는 것이다.
그러나 음모론은 폴 매카트니의 《라이프》지 인터뷰(1969년 11월호)로 말미암아 곧 종식되었다. 이후 1970년대가 되어 이 음모론을 분석해 보려는 움직임이 심리학, 사회학, 통신학의 방면에서 있었다.
폴 매카트니 자신은 1993년 라이브 앨범 《Paul Is Live》로써 이 음모론을 풍자하기도 했으며, 2009년 《타임》지에서는 "지구상에서 가장 오래가는 음모론" 10종에서 이를 다루었다.